# Home for Christmas (Susan Boyle)
Home for Christmas è il quinto album in studio (il secondo natalizio) della cantante britannica Susan Boyle, pubblicato nel 2013.

## Tracce
1. O Come, All Ye Faithful (duetto con voce di Elvis Presley) – 2:54
2. The Lord's Prayer – 3:45
3. Little Drummer Boy (featuring The Overtones) – 3:35
4. I'll Be Home for Christmas – 3:08
5. When a Child Is Born (featuring  Johnny Mathis) – 3:17
6. The Christmas Song – 2:36
7. I Believe in Father Christmas – 3:29
8. Have Yourself a Merry Little Christmas – 2:50
9. Hark! The Herald Angels Sing – 3:45
10. The Christmas Waltz – 2:35
11. In the Bleak Midwinter – 3:31
12. Miracle Hymn – 2:57

## Classifiche
| Classifica (2013-2014) | Posizione raggiunta |
| ---------------------- | ------------------- |
| Australia              | 13                  |
| Canada                 | 17                  |
| Regno Unito            | 9                   |
| Stati Uniti            | 17                  |